# Млечна киселина
Млечната киселина (IUPAC систематично наименование: 2-хидроксипропанова киселина) е химическо съединение, което участва в няколко биохимични процеса. Тя е карбоксилна киселина с емпирична формула C2H4OHCOOH. Млечната киселина има една хидроксилна група, съседна на карбоксилната група, което я прави алфа-хидроксикиселина. В разтвор тя може да изгуби протон от киселинната група и да се получи лактатен йон CH3CH(OH)COO−.
Млечната киселина е хирална и има два оптични изомера. Единият е познат като L-(+)-млечна киселина или (S)-млечна киселина, а другият, негово огледално отражение, е D-(-)-млечна киселина или (R)-млечна киселина. Биологически важният изомер е L-(+)-млечната киселина.
L-лактат се получава от пируват чрез ензима лактат дехидрогеназа (ЛДХ) във ферментационен процес. Лактат се произвежда постоянно в процеса на нормалния метаболизъм и физическа активност, но не увеличава концентрацията си, докато скоростта на производство на лактата не надвиши скоростта на неговото унищожаване. Скоростта на унищожаване зависи от няколко фактора, между които монокарбоксилатните транспортьори, концентрацията и изоформата на ЛДХ и оксидативния капацитет на тъканите. Концентрацията на лактат в кръвта обикновено е 1-2 mmol/L в спокойно състояние, но може да нарасне до 20 mmol/L по време на интензивно физическо натоварване.
Нарастванията на лактатната концентрация обикновено настъпват в условия, при които изискваната от тъканите енергия не може да се произведе чрез аеробно дишане, т.е. тъканите не могат да обработят кислорода и субстратите достатъчно бързо. При такива условия пируват дехидрогеназата не може да преобразува пирувата до ацетил-коензим А достатъчно бързо и започва да се натрупва пируват. Това по принцип би инхибирало гликолизата и намалило производството на АТФ, ако ЛДХ не намаляваше пирувата, преобразувайки го в лактат по реакцията:
пируват + NADH + H+ → лактат + NAD+.
Целта на производството на лактат е да се регенерира никотинамидадениннуклеотид (NAD+), необходим за гликолизата и по този начин да позволи производството на аденозинтрифосфат (ATФ) да продължи.
Натрупаният лактат може да се унищожи по няколко начина: окисляване до пируват от добре снабдените с кислород мускулни клетки, който след това се използва директно за захранване на цикъла на Кребс и преобразуване в глюкоза по цикъла на Кори в черния дроб чрез процеса на глюконеогенеза.
Ферментация на млечната киселина се извършва и от бактериите Lactobacillus. Те могат да действат в устата. Киселината, която произвеждат, е причина за увреждането на зъбите, наречено кариес.
В медицината лактатът е една от главните състваки на рингеровия лактат. Тази интравенозна течност се състои от натриев йон, хлорид, калиев йон и лактат разтворени в дестилирана вода с такава концентрация, че да бъде изотоничен спрямо човешката кръв. Той се използва най-често за реанимация след загуба на кръв поради травма, хирургическа операция или изгаряне.